# 史家庄花厅
史家庄花厅，又名叶氏花厅，是浙江省东阳市境内的一座民居建筑，位于东阳市巍山镇东方红村史家庄自然村。建筑由火腿商人叶樟朝建成于1915年，为三开间重檐硬山顶楼房，以雕花繁复著称，有“婺州第一厅”之称。2019年10月，史家庄花厅被列入第八批全国重点文物保护单位。